# Naper (Nebraska)
Naper je selo u američkoj saveznoj državi Nebraska. Prema popisu stanovništva iz 2010. u njemu je živjelo 84 stanovnika.